# Darevskia lindholmi
Darevskia lindholmi är en ödleart som beskrevs av Lantz och Cyrén 1936. Darevskia lindholmi ingår i släktet Darevskia och familjen lacertider. Inga underarter finns listade i Catalogue of Life.
Arten förekommer på södra Krim i Ukraina. Den lever i låglandet och i bergstrakter upp till 1300 meter över havet. Exemplaren vistas i klippiga områden med gräs och de besöker människans samhällen där de klättrar på trädstubbar och murar.
Kanske förekommer som hos andra släktmedlemmar partenogenes. Darevskia lindholmi håller mellan oktober och februari dvala. Parningen sker i maj och juni och honor lägger i juli 2 till 5 ägg som kläcks i augusti eller september. Hannar har cirka 70 m² stora revir och de parar sig med upp till tre honor.
Några exemplar fångas och hölls som terrariedjur. Hela populationen anses vara stabil. IUCN listar arten som livskraftig (LC).